# Zhang Bichen
Zhang Bichen (chinês tradicional: 張碧晨, chinês simplificado: 张碧晨, pinyin: Zhāng Bìchén), também conhecido por Diamond Zhang, é uma cantora chinesa nascida em 10 de setembro de 1989. Participou do grupo feminino sul-coreano Sunny Days. Em 2014, ela ganhou o The Voice of China.

## Primeiros Anos
Zhang nasceu em Tianjin, China, em 10 de setembro de 1989.

## Carreira

### 2009–2013: Sunny Days
Em 2013, Zhang começou a trabalhar como estagiária na empresa de gestão sul-coreana Haeun Entertainment. No mesmo ano, ela começou sua carreira de cantora, ao entrar para o grupo sul-coreanoSunny Days. Em 2013, ela ganhou o campeonato do K-Pop World Festival na China. Em 2014, ela deixou o grupo.

### 2014 – presente
Em 2014, Zhang competiu na 3ª temporada do show de talentos para cantores The Voice of China, e foi a vencedora cantando um cover da canção "Where Is the Time Gone?", do cantor chinês Reno Wang, na rodada final. No mesmo ano, ela cantou a música "一吻之间" (pinyin: Yī wěn zhī jiān, lit. ‘Entre um beijo’) para o drama de televisão chinês The Young Doctor. Em 2015, ela cantou a música "年輪" (pinyin: Nián lún, lit. ‘Anel Annual’) do drama da televisão chinesa The Journey of Flower. No mesmo ano, ela apareceu no reality show chinês Be the Idol. Em 2016, ela apareceu no reality show chinês Mask Singer. Ainda em 2016, ela fez seu primeiro show solo e lançou seu primeiro álbum de estúdio, 開往早晨的午夜 (pinyin: Kāi wǎng zǎochén de wǔyè, lit. ‘À meia-noite da manhã’). Em março de 2017, ela apareceu no concurso de canto chinês Singer .

### Singer 2017
Em março de 2017, Zhang participou do programa de competições Singer 2017, quinta temporada do programa anteriormente chamado de I Am a Singer, da Hunan Television. Ela entrou na competição como a terceira desafiante; ela foi, primeiramente, eliminada na semana de estreia de acordo com as regras do desafio (que exigia que ela terminasse entre os quatro primeiros, onde Zhang terminou em último), mas as eliminações foram canceladas depois que um competidor (Tan Jing) se retirou da competição. Apesar de sua eliminação na semana seguinte (por terminar em último nas duas semanas), ela finalmente chegou às finais após se classificar nos Breakouts, onde terminou em sexto.

## Vida pessoal
Em 22 de janeiro de 2021, Zhang anunciou em sua conta nas redes sociais que deu à luz uma menina em 2019, cujo pai é o cantor chinês Hua Chenyu . Zhang e Hua estavam namorando quando Zhang descobriu que estava grávida em 2018.  Ela não contou a Hua sobre a gravidez porque ambos não tinham planos de se casar ou ter filhos a longo prazo.  Devido ao fato de Zhang querer evitar que a notícia chegasse a Hua na época, ela o evitou e aos poucos ambos se separaram. Hua reconheceu o anúncio dela, e os dois criarão a filha como solteiros.

## Discografia
- 開往早晨的午夜 (2016)[8]

### Trilhas Sonoras
| Ano  | Título em português                      | Título chinês                                                              | Série de televisão / filme                    | Notas             |
| ---- | ---------------------------------------- | -------------------------------------------------------------------------- | --------------------------------------------- | ----------------- |
| 2014 | Entre um beijo                           | 一 吻 之間 Yī wěn zhī jiān                                                 | The Young Doctor (青年医生)                   | [ 6 ] [ 12 ]      |
| 2014 | Voz de amor                              | 爱 之 声 Ài zhī shēng                                                      | The Young Doctor (青年医生)                   | com Xu Feng       |
| 2015 | Sonho feliz                              | 幸福 梦 Xìngfú mèng                                                        | Happy Dream                                   |                   |
| 2015 | Não se esqueça que te amo                | 不要 忘记 我 爱 你 Bùyào wàngjì wǒ ài nǐ                                   | Hero Dog (神犬小七)                           | [ 13 ]            |
| 2015 | Anel Annual                              | 年轮 Nián lún                                                              | The Journey of the Flower                     | [ 7 ]             |
| 2015 | Eu só me afasto devagar                  | 我 只是 慢慢 走远 Wǒ zhǐshì màn man zǒu yuǎn                               | Lady of the Dynasty                           |                   |
| 2015 | Jovem e imprudente                       | 年少 轻狂 Niánshào qīngkuáng                                               | This is Me                                    |                   |
| 2015 | Se nada acontecesse                      | 如果 一切 没有 发生 过 Rúguǒ yīqiè méiyǒu fāshēngguò                       | Oh My God                                     |                   |
| 2016 | Por que eu quero dizer a ele quem eu sou | 为什么 我 好想 告诉 他 我 是 谁 Wèishéme wǒ hǎo xiǎng gàosù tā wǒ shì shéi | Never Said Goodbye                            |                   |
| 2016 | Tempo e palavras                         | 时光 笔墨 Shíguāng bǐmò                                                    | Noble Aspirations                             |                   |
| 2016 | O Próximo Segundo                        | 下一秒 Xià yī miǎo                                                         | Love O2O                                      |                   |
| 2016 | Quando o amor vem batendo na porta       | 当 爱 来 敲门 Dāng ài lái qiāo mén                                         | Stay with me                                  |                   |
| 2017 | Preparando o frio                        | 凉凉 Liáng liáng                                                           | Amor Eterno                                   | com Aska Yang     |
| 2017 | O quebra-nozes                           | 胡桃夹子 Hútáo jiázi                                                       | The Village of No Return                      |                   |
| 2017 | Lago baikal                              | 贝加尔 湖畔 Bèijiā'ěr húpàn                                                | The Battle at Dawn                            | com Sun Nan       |
| 2017 | Olhar                                    | 望 Wàng                                                                    | Agentes da Princesa 楚乔传                    | com Zhao Liying   |
| 2018 | Ouvindo a neve                           | 听 雪 Tīng xuě                                                             | A Filha do Fogo 烈火如歌                      | [ 16 ]            |
| 2018 | Sangue como tinta                        | 血 如 墨 Xuè rú mò                                                         | Lenda de Fuyao                                | [ 17 ]            |
| 2018 | Simplesmente o comum                     | 只要 平凡 Zhǐyào píngfán                                                   | Dying to Survive                              | com Jason Zhang   |
| 2019 | Um mundo ideal (versão em mandarim)      | 新 的 世界 Xīn de shìjiè                                                   | Aladdin                                       | com William Chan  |
| 2019 | Aquele momento                           | 彼時 Bǐ shí                                                                | My True Friend                                |                   |
| 2019 | Água Vem Do Céu                          | 水 从 天上 来 Shuǐ cóng tiān shànglái                                      | Love and Destiny                              | com Zheng Yunlong |
| 2020 | Desejo do coração em paz                 | 心 欲 止水 Xīn yù zhǐ shuǐ                                                 | Três Vidas, Três Mundos: O Livro de Cabeceira |                   |